# Viṣṇuismo sahajiyā
Con l'espressione Viṣṇuismo sahajiyā (dall'aggettivo sanscrito sahaja: "originale", "innato") si indica quella corrente tantrica, considerata eterodossa, sorta,  intorno al XVII secolo, nell'ambito del viṣṇuismo bengalese, la quale, erede della letteratura mistico-erotica di autori come Caṇḍīdās, Jayadeva e Vidyāpati e della predicazione del mistico Caitanya (XV secolo), intese imitare, per mezzo di unioni sessuali ritualizzate, il rapporto della coppia divina di Kṛṣṇa e di Rādhā.
Essendo la suprema divinità di Kṛṣṇa e di Rādhā unica, ed essendo gli uomini e le donne aspetti di questa, l'unione mistica e fisica occorreva a riportare all'unità "originaria" (sahaja).
Essendo queste pratiche sessuali rituali avversate dalle correnti "ortodosse" del viṣṇuismo gauḍīya i sahajiyā le resero esoteriche, segrete. La loro stessa letteratura, che pure si è conservata fino a noi, utilizza in tal senso un linguaggio allusivo e ambiguo.
Anche se si ritiene che il loro lignaggio (guruparamparā) si sia estinto, la loro eredità non ha mancato di ricevere le condanne contemporanee da parte dell'"ortodossia" gauḍīya:
(A.C. Bhaktivedānta Svāmī Prabhupāda, in Caitanya-caritāmṛta, vol. I. p.267. Bhaktivedanta Book Trust)